# Georges-Auguste de Nassau-Idstein
Georges Auguste Samuel de Nassau-Idstein (26 février 1665, Idstein - 26 octobre 1721, Biebrich) est comte à partir de 1677, et prince de 1688 jusqu'à sa mort, de Nassau-Idstein. Il vit principalement à Wiesbaden.

## Biographie
Georges Auguste est âgé de 12 ans lorsque son père Jean de Nassau-Idstein est mort en 1677. Deux régents prennet le gouvernement: le comte Jean-Gaspard de Leiningen-Dagsbourg et le comte Jean-Auguste de Solms. George Auguste étudie à Giessen, Strasbourg et Paris, et plus tard en Angleterre et en Brabant. Lors de son Grand Tour, il visite plusieurs cours européennes; il est particulièrement impressionné par le château de Versailles. En 1683, il participe à la défense de Vienne pendant le siège et la bataille de Vienne. Un an plus tard, il devient le comte, à 18 ans. Le 4 août 1688, l'Empereur Léopold Ier l'élève comme prince en récompense pour ses services à Vienne, et aussi parce qu'il a payé une grosse somme d'argent,.
Le 22 novembre, il épouse la princesse Henriette-Dorothée d'Oettingen-Oettingen (14 novembre 1672 à Oettingen; 23 mai 1728 à Wiesbaden) une fille du prince Albert-Ernest Ier d'Oettingen-Oettingen et Christine-Frédérique de Wurtemberg. Ils ont douze enfants, dont trois garçons et neuf filles. Toutefois, deux filles et trois garçons sont morts dans la petite enfance.
La ville de Wiesbaden et de l'ensemble du comté de Nassau-Idstein ont souffert pendant la Guerre de Trente Ans et de nouveau au cours de la peste en 1675. Seulement quelques dizaines des 1800 habitants d'origine sont encore en vie. Il initie un certain nombre de projets de construction. Il complète le palais résidentiel à Idstein, il construit la Herrengarten parc et le parc des faisans à Wiesbaden et un Jardin à la française sur les bords du Rhin à Biebrich et il remodèle le Palais de la Ville, à Wiesbaden. Une maison de jardin est la seule partie du Château de Biebrich achevé au cours de sa vie.
George meurt de la Variole en 1721, comme ses deux plus jeunes filles.

## Descendance
- Frédéric-Ernest (27 août 1689 à Idstein; 21 mars 1690 à Idstein), prince de Nassau-Idstein
- Christine-Louise (31 mars 1691 à Idstein; 13 avril 1723 à Aurich), princesse de Nassau-Idstein, mariée le 23 septembre 1709 à Georges-Albert de Frise orientale (8 mai 1689; 21 octobre 1734), fils du prince Christian-Eberhard de Frise orientale et Eberhardine Sophie d'Oettingen-Oettingen
- Charlotte Eberhardine (16 juillet 1692 à Idstein; 6 février 1693 à Idstein), princesse de Nassau-Idstein
- Henriette-Charlotte de Nassau-Idstein (9 novembre 1693 à Idstein; 8 avril 1734 à Delitzsch), princesse de Nassau-Idstein, mariée le 4 novembre 1711 avec le duc Maurice-Guillaume de Saxe-Mersebourg (5 février 1688 à Mersebourg; 21 avril 1731 à Mersebourg)
- Éléonore Charlotte (28 novembre 1696 à Idstein; 8 décembre 1696 à Idstein), princesse de Nassau-Idstein
- Albertine Julienne (29 mars 1698 à Idstein; 9 octobre 1722 au château de Williamthal à Marksuhl près d'Eisenach), princesse de Nassau-Idstein, mariée le 14 février 1713 avec le duc Guillaume-Henri de Saxe-Eisenach (10 novembre 1691 à Oranjewoud; 26 juillet 1741 au château de Williamthal près d'Eisenach), fils du duc Jean-Guillaume de Saxe-Eisenach et de la princesse Amélie de Nassau-Dietz
- Frédérique-Augusta de Nassau-Idstein (17 août 1699 à Idstein; 8 juin 1750 à Kirchheim unter Teck), princesse de Nassau-Idstein, mariée le 17 août 1723, avec le prince Charles Auguste de Nassau-Weilbourg (17 septembre 1685 à Weilbourg; 9 novembre 1753 à Weilbourg), fils du comte Jean Ernest de Nassau-Weilbourg et de la comtesse Marie Polyxène de Leiningen-Dagsbourg-Hartenbourg
- Jeannette Wilhelmine (14 septembre 1700 à Idstein; 2 juin 1756 au château de Frein à Lemgo), princesse de Nassau-Idstein, mariée le 16 octobre 1719 avec le comte Simon-Henri-Adolphe de Lippe (25 janvier 1694 à Detmold, 12 octobre 1734 à Detmold), fils du comte Frédéric Adolphe de Lippe et Jeanne Élisabeth de Nassau-Dillenbourg-Schaumbourg
- Frédéric Auguste (30 avril 1702 à Idstein, 30 janvier 1703 à Idstein), prince de Nassau-Idstein
- Guillaume Samuel (14 février 1704 à Idstein, 4 mai 1704 à Idstein), prince de Nassau-Idstein
- Élisabeth Françoise (17 septembre 1708 à Idstein; 7 novembre 1721 à Idstein), princesse de Nassau-Idstein
- Charlotte Louise (17 mars 1710 à Idstein; 4 novembre 1721 à Biebrich), princesse de Nassau-Idstein